# بولاندستیندور
بولاندستیندور (به لاتین: Búlandstindur) یک کوه در ایسلند است. بولاندستیندور ۱٬۰۶۹ متر بالاتر از سطح دریا واقع شده‌است.